# Mylesinus
Mylesinus és un gènere de peixos de la família dels caràcids i de l'ordre dels caraciformes.

## Taxonomia
- Mylesinus paraschomburgkii (Jégu, dos Santos & Ferreira, 1989)[2][3]
- Mylesinus paucisquamatus (Jégu & dos Santos, 1988)[4]
- Mylesinus schomburgkii (Valenciennes, 1850)[5][6][7][8][9][10][11][12]